# Top Meadow
Die Top Meadow (englisch für Obere Wiese) ist eine flache und von Bauchläufen sowie Tümpeln durchsetzte Wiese auf Bird Island im Archipel Südgeorgiens im Südatlantik. Sie liegt am nordnordwestlichen Hang des Stejneger Peak.
Das UK Antarctic Place-Names Committee benannte sie 1982 als Gegenstück zur benachbarten Bottom Meadow (englisch für Untere Wiese).